# 約翰一世 (巴伐利亞)
約翰一世（德語：JOHANN von Niederbayern；1329年11月29日—1340年12月19/20日），維特爾斯巴赫家族成員，下巴伐利亞公爵（1339年—1340年在位）。下巴伐利亞公爵亨利十四世與波希米亞國王約翰一世和其妻子艾莉絲卡·普熱米斯洛娃的女兒瑪格麗塔所生的兒子。

## 生平
1335年，年僅6歲的約翰與波蘭國王卡齊米日三世的女兒伊麗莎白訂婚而與萊茵-普法爾茨伯爵魯道夫二世的女兒的訂婚被取消，但是最後，約翰於1339年4月18日在慕尼黑與上巴伐利亞公爵（其後的神聖羅馬皇帝）路易四世的女兒安娜結婚。這是以婚姻令其父親亨利十四世與路易四世之間訂立和平條約。當父親亨利十四世於1339年9月去世時，約翰一世繼承下巴伐利亞，因其年幼受路易四世監護。
約翰於次年12月去世，享年僅11歲。下巴伐利亞公國歸於路易四世統治，因路易四世已經統治上巴伐利亞，因此能夠使兩個公國於1255年分裂後重新統一，約翰一世被埋葬在Seligenthal修道院中。
當時盧森堡王朝正和路易四世爭奪神聖羅馬帝國皇帝的寶座，所以約翰一世的母親作為盧森堡王朝的成員，不得不返回波希米亞。